# Otto Wernicke
Otto Karl Robert Wernicke (Osterode am Harz, 30 de setembro de 1893 – Munique, 7 de novembro de  1965) foi um ator alemão. Se tornou conhecido por interpretar o inspetor de polícia Karl Lohmann nos filmes M e O Testamento do Dr. Mabuse, ambos dirigidos por Fritz Lang. Também foi o primeiro ator a interpretar o capitão Edward Smith na primeira versão cinematográfica de Titanic.
Wernicke era casado com uma judia. Só após fazer uma doação significativa ao Partido Nazista é que Wernicke pôde continuar trabalhando durante a ditadura nazista. Em 1945, ele apareceu no filme épico de propaganda nazista Kolberg.

## Filmografia parcial
- M (1931)
- O Testamento do Dr. Mabuse (1933)
- Peer Gynt (1934)
- Onkel Bräsig (1936)
- Titanic (1943)
- Kolberg (1945)
- Zwischen gestern und morgen (1947)
- Lang ist der Weg (1948)